# Arthonia invadens
Arthonia invadens är en lavart som beskrevs av Coppins. Arthonia invadens ingår i släktet Arthonia och familjen Arthoniaceae.   Inga underarter finns listade i Catalogue of Life.